# Rue Boucry
La rue Boucry est une voie du 18e arrondissement de Paris, en France.

## Situation et accès
La rue Boucry est une voie publique située dans le 18e arrondissement de Paris. Elle débute au 7, place Hébert, croise la rue des Fillettes, la rue Jean-Cottin et la rue Maurice-Genevoix, et se termine au 66, rue de la Chapelle, sur le rond-point de La Chapelle.

## Origine du nom
Elle doit son nom à un propriétaire, Jean Boucry, vicaire de l'église Saint-Denys de la Chapelle, qui en devint abbé constitutionnel de janvier 1792 à 1795.

## Historique

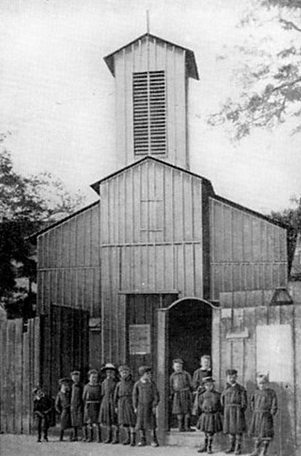
Chapelle et école au 1, rue Boucry, vers 1900.

Le 24 mai 1859 est créée sur la commune de La Chapelle une voie nouvelle entre la route impériale no 1 (rue de la Chapelle) et la rue de l'Est (correspondant à une partie de la rue Cugnot).
Le 16 juin 1859, La Chapelle est incorporée à Paris et en 1863, cette voie nouvelle est officiellement incorporée à la voirie parisienne.
Le 24 août 1864, elle perd sa partie au-delà de la place Hébert, au bénéfice de la toute nouvelle rue Cugnot.

## Bâtiments remarquables et lieux de mémoire
Au début de cette rue, à côté de la place Hébert, se trouvait en 1872 une petite chapelle dédiée à saint Maurice[Lequel ?], « spécialement affectée aux militaires casernés sur le territoire de la paroisse ».
- Au no 6 se trouve la tour Boucry.